# Warneckea mouririifolia
Warneckea mouririifolia är en tvåhjärtbladig växtart som först beskrevs av John Patrick Micklethwait Brenan, och fick sitt nu gällande namn av Attila L. Borhidi. Warneckea mouririifolia ingår i släktet Warneckea och familjen Melastomataceae. Inga underarter finns listade i Catalogue of Life.